# 贺兰山鼠兔
贺兰山鼠兔（学名：Ochotona argentata）也称宁夏鼠兔，是一种仅生活于中国西北地区贺兰山山脊地带的一种鼠兔。

## 形态特征
贺兰山鼠兔四肢粗壮，耳呈圆形。冬季背部银白色，夏季毛被亮锈红色；腹毛白色有淡黄色调；耳下方颈侧有一块锈红色斑块。

## 生活习性
贺兰山鼠兔主要栖息于贺兰山海拔2000米以上的山地砾石带。昼日活动。主要以草本植物的叶、茎为食。无冬眠习惯。每年4月上旬进入繁殖期，每年产1胎，每胎2～4仔。